# 平恒站
平恒站（日语：／ Hiratsune eki */?）是位於福岡縣嘉穗郡穗波町（現時：飯塚市）南尾，九州旅客鐵道（JR九州）上山田線的鐵路車站（廢站）。

## 歷史
- 1917年（大正6年）3月12日：筑豐本線新平恒站（貨運車站）啟用[1]。由於在同線上已有平恒站（第一代），因此此站附上「新」字。
- 1929年（昭和4年）12月7日：筑豐本線飯塚站至上山田站之間分拆為上山田線。使此站成為上山田線車站。
- 1939年（昭和14年）5月29日：隨著平恒站（第一代）廢除，此站改名為平恒站。
- 1948年（昭和23年）5月8日：變為一般車站[2]。
- 1968年（昭和43年）
  - 2月1日：變為客運車站（廢除貨運業務）[1]。
  - 4月：從直營車站變為業務委託車站。
- 1974年（昭和49年）3月5日：結束行李起卸業務[3]。同時成為無人車站[4]。
- 1987年（昭和62年）4月1日：因國鐵分割民營化，此站成為九州旅客鐵道的車站[1]。
- 1988年（昭和63年）9月1日：隨著上山田線全線廢除，此站也被廢除[1]。

## 車站構造
此站為地面車站和無人車站，設有1面1線的單式月台和木造站舍。在車站無人化後，此站成為國際獅子會的聚會處。

## 車站周邊
車站鄰近住友煤炭礦業忠隈煤礦。
- 穗波町立穗波東中學
- 穗波町立平恒小學
- 平恒郵局
- 舊麻生煤礦（日语：麻生炭鉱）飯塚礦業所
- 舊麻生煤礦中野倶樂部

## 現狀
月台遺跡和候車處還存在，另外也設置了一牌彷製的站名牌。

## 相鄰車站
九州旅客鐵道（JR九州）
上山田線
飯塚－平恒－臼井

## 注腳
1. 1 2 3 4 5 6  石野哲 (编).  初版. JTB. 1998-10-01: 803. ISBN 978-4-533-02980-6 （日语）.
2. ↑  . 官報 第6389号. 1948年5月6日. doi:10.11501/2962922 （日语）.
3. ↑  . 官報. 1974-03-05 （日语）.
4. ↑  . 鐵道公報 (日本國有鐵道總裁室文書課). 1974-03-05: 4 （日语）.

## 相關項目
- 日本鐵路車站列表 Hi